# سیارک ۲۶۳۷
سیارک ۲۶۳۷ (به انگلیسی: 2637 Bobrovnikoff، نامگذاری:A919SB) دو هزار و ششصد و سی و هفتمین سیارک کشف شده‌است که در ۲۲ سپتامبر ۱۹۱۹ و در هایدلبرگ کشف شد.
قدر مطلق سیارک برابر ۱۳٫۲۰ است.